# Ризове
Ризове (пол. Ryzowie, нім. Rüßhof) — село в Польщі, у гміні Скурч Староґардського повіту Поморського воєводства.
Населення — 366 осіб (2011).
У 1975-1998 роках село належало до Гданського воєводства.

## Демографія
Демографічна структура станом на 31 березня 2011 року:
|          | Загалом | Допрацездатний вік | Працездатний вік | Постпрацездатний вік |
| -------- | ------- | ------------------ | ---------------- | -------------------- |
| Чоловіки | 189     | 51                 | 121              | 17                   |
| Жінки    | 177     | 43                 | 105              | 29                   |
| Разом    | 366     | 94                 | 226              | 46                   |